# Шанхайская триада
«Шанхайская триада» (кит. 搖啊搖，搖到外婆橋, англ. Shanghai Triad) — кинофильм режиссёра Чжан Имоу, вышедший на экраны в 1995 году. Экранизация романа Ли Сяо «Закон банды».

## Сюжет
Действие происходит в 1930-е годы. Деревенский подросток Шуйшэн приезжает в шумный и незнакомый Шанхай, чтобы стать членом банды («триады») человека по имени Тан, самого могущественного мафиози в городе. Дядя Лю, давно работающий в этой организации, объясняет мальчику, как себя вести в новой обстановке, и знакомит его с новыми обязанностями: Шуйшэн должен прислуживать некоронованной «королеве Шанхая» Сяо Цзиньбао — певичке в ночном клубе и по совместительству любовнице главаря банды. Первые несколько дней оказываются серьёзным испытанием для подростка, столкнувшегося с суровым обращением капризной и самовлюблённой женщины. Всё меняется после неудавшегося покушения на Тана, в результате которого погибает дядя Лю. Мафиози, его любовница и ещё несколько человек, включая Шуйшэна, отправляются на удалённый остров, чтобы на время затаиться и выработать план мести.

## В ролях
- Гун Ли — Сяо Цзиньбао
- Ли Баотянь — Тан, главарь банды
- Ван Сяосяо — Тан Шуйшэн, мальчик
- Ли Сюэцзянь — дядя Лю
- Сунь Чунь — Сун, правая рука босса
- Фу Бяо — Чжэн, второй заместитель босса
- Цзян Баоин — Цуйхао, женщина-крестьянка
- Ян Цяньгуань — Ацзяо, дочь Цуйхуа

## Награды и номинации
- 1995 — Технический гран-при Каннского кинофестиваля (Люй Юэ).
- 1995 — премия Национального совета кинокритиков США за лучший фильм на иностранном языке.
- 1995 — номинация на премию «Золотая лягушка» фестиваля операторского искусства Camerimage (Люй Юэ).
- 1996 — номинация на премию «Оскар» за лучшую операторскую работу (Люй Юэ).
- 1996 — номинация на премию «Золотой глобус» за лучший фильм на иностранном языке.